# Port lotniczy Rota
Port lotniczy Rota – port lotniczy zlokalizowany na wyspie Rota, niedaleko wioski Sinapalo. Długość pasa to 2134 metry (7000 stóp), a szerokość 46 m (150 stóp).

## Linie lotnicze i połączenia
- Freedom Air Guam, Saipan
- Continental Connection obsługiwane przez Cape Air Guam, Saipan